# Saison 8 de New York, section criminelle
Chronologie
Saison 7 Saison 9
Cet article présente la huitième saison de la série policière New York, section criminelle.

## Synopsis de la saison
Cette série met en scène une unité d'élite chargée d'enquêter sur des meurtres extrêmement violents en cernant la psychologie des meurtriers.

## Distribution

### Acteurs principaux
- Vincent D'Onofrio : inspecteur Robert Goren (Équipe A, épisodes impairs)
- Kathryn Erbe : inspecteur Alexandra Eames (Équipe A, épisodes impairs + 14 + 16)
- Jeff Goldblum : inspecteur Zack Nichols (Équipe B, épisodes pairs)
- Julianne Nicholson : inspecteur Megan Wheeler (Équipe B, épisodes pairs sauf 16, remplacée au cours de l'épisode 14)
- Eric Bogosian : capitaine Danny Ross

### Acteurs récurrents
- Leslie Hendrix (en) : Dr Elizabeth Rodgers

## Liste des épisodes

### Épisode 1:Un scandale pour un autre
- États-Unis : 19 avril 2009 sur USA Network
- France : 24 mars 2010 sur TF1

- Scott Cohen (Neil Hayes-Fitzgerald)
- Betty Gilpin (Stacey Hayes-Fitzgerald)
- Otto Sanchez (inspecteur Gonzo Ruiz)
- Brian Tarantina (Johnny Di Rogga)
- Stephen Gevedon (Chris Palarno)
- Kathy Baker (Camille Hayes-Fitzgerald)
- Alexandra Neil (Josie Hayes-Fitzgerald)
- Traci Godfrey (inspecteur Agnes Farley)

### Épisode 2:On connaît la musique
- États-Unis : 26 avril 2009 sur USA Network
- France : 14 avril 2010 sur TF1

- Ashton Holmes (Hank)
- Gillian Jacobs (Sue Smith)
- Josiah Early (Rafe Shaver)
- Diana Ruppe (Helen)
- Daniel Gerroll (Philip)
- Richard Hoehler (M. Kenright)
- Kate Levy (Mme Kenright)
- Julito McCullum (Alpha)

### Épisode 3:Crise d'identité
- États-Unis : 3 mai 2009 sur USA Network
- France : 17 mars 2010 sur TF1

- Sam Trammell (Gray Vanderhoven)
- Mireille Enos (Julianna Morgan)
- Lacey Kohl (Mavis Rightmire)
- Peter Van Wagner (simple) (Cal Howard)
- Michael Hobbs (Cam Morgan)
- Jenny Powers (Lucretia Vanderhoven)
- Sara Surrey (Patricia Lumet)

### Épisode 4:Thérapie de groupe
- États-Unis : 10 mai 2009 sur USA Network
- France : 14 avril 2010 sur TF1

- Norbert Leo Butz (Archie Beuliss)
- Dennis Boutsikaris (Dr Ernst)
- Alexa Havins (Elaine Beuliss)
- Wass Stevens (Ron Hemmings)
- Benjamin John Parrillo (Frank Hatcher)
- Bruce Norris (Richard Kramer)
- Ronald Guttman (Emcee)
- Jonathan Fried (Charles)
- Marsha Dietlein (en) (Caroline)
- Tom Titone (Martin Donatello)
- Cindy Katz (Noreen Slattery)

### Épisode 5:Péché mortel
- États-Unis : 17 mai 2009 sur USA Network
- France : 24 mars 2010 sur TF1

- Janel Moloney (Allison Wyler)
- Leland Orser (révérend Wyler)
- Katheryn Winnick (Carrie Conlon)
- Will Rogers (Kevin Paxton)
- Robert Farrior (Dr Ryan Conlon)

### Épisode 6:Trop beau pour être vrai
- États-Unis : 31 mai 2009 sur USA Network
- France : 14 avril 2010 sur TF1

- Domenick Lombardozzi (Frank Stroup)
- Mia Barron (CSU Tech)
- Arija Bareikis (Helen Bramer)
- Anne O'Sullivan (Mary Gallagher)
- Magaly Colimon (Kallman)

### Épisode 7:Folie à deux
- États-Unis : 7 juin 2009 sur USA Network
- France : 17 mars 2010 sur TF1

- Piper Perabo (Calista Haslum)
- Luke Kirby (Andre Haslum)
- Ali Marsh (Celia)
- Sharon Washington (de) (ancien employeur d'Andre)
- Steve Witting (George)
- Lynn Redgrave (tante Emily)
- Alberto Bonilla (Jaime Gomez)
- Timothy J. Cox (manifestant de la société historique)
- Angel David (inspecteur Gregg)
- Andrew Garman (Crampton)
- Norm Golden (invité énervé)
- Jonathan Charles Kaplan (Max)
- Mark Setlock (Stuart)

### Épisode 8:Le Revers de la médaille
- États-Unis : 14 juin 2009 sur USA Network
- France : 28 mai 2010 sur TF1

- Stephanie Szostak (Caroline Walters)
- Ritchie Coster (Jack Taylor)
- Jess Weixler (Laura Green)
- Pedro Pascal (Kevin "Kip" Green)
- Alberto Bonilla (technicien du CSU)
- Magaly Colimon (technicien CSU Kallman)
- Kevin Cutts (Gerrigan)
- Stevie Ray Dallimore (Walt Mooney)
- Kamar de los Reyes (Teru)

### Épisode 9:Que sa volonté soit faite
- États-Unis : 21 juin 2009 sur USA Network
- France : 17 mars 2010 sur TF1

- David Harbour (Paul Devildis)
- Britt Robertson (Kathy Devildis)
- Susan Misner (Mary Devildis)
- Karen Ziemba (Vilma)
- Joey Auzenne (Greg Phillips)
- James Biberi (Al Petrosino)
- Tim Bohn (Ray Balger)
- Angel David (inspecteur Gregg)
- Christopher Innvar (Murray)
- Deirdre Madigan (Margaret Sanger)

### Épisode 10:Ambition dévorante
- États-Unis : 28 juin 2009 sur USA Network
- France : 28 avril 2010 sur TF1

- Eric Balfour (Maxwell Goodwin)
- Shawn Hatosy (Larry Clay)
- Anthony 'Treach' Criss (Reginald Xavier Oldman / RXO)
- Haviland Morris (Mme Wellsley)
- Alexandra Daddario (Lisa Wellesley)
- Nikki M. James (Jackie)
- Tyrone Mitchell Henderson (Peter Wellsley)
- Liam Aiken (Jason)

### Épisode 11:Bain de vengeance
- États-Unis : 28 juin 2009 sur USA Network
- France : 31 mars 2010 sur TF1

- Raul Esparza (Kevin Mulrooney)
- Geneva Carr (Faith Yancy)
- Jack Gwaltney (Boz Burnham)
- John Rue (Harry Mulrooney)
- Frank Pando (Max)
- Jason Kolotouros (Craig O'Keefe)
- Christine Toy Johnson (Kim)
- Alysia Reiner (Paula O'Keefe)

### Épisode 12:Tout un poème
- États-Unis : 12 juillet 2009 sur USA Network
- France : 28 juin 2010 sur TF1

- Sarah Rafferty (Sandra Dunbar)
- Stephen Kunken (Don McCallum)
- Damian Young (M. Wetherly)
- Christina Brucato (Lauren Collins)
- Rufus Collins (John Dunbar)
- Will Chase (Jacob Garrety)
- Mark J. Parker (membre du club de poëte)
- Yvonne Perry (Natalie Beck)
- Amy Rutberg (Emma Cohen)

### Épisode 13:Coup de poker
- États-Unis : 19 juillet 2009 sur USA Network
- France : 24 mars 2010 sur TF1

- Aaron Stanford (Josh Snow)
- Aleksa Palladino (Angela)
- Boris McGiver (Lou Cardinale)
- Robert Leeshock (Kip McGonagle)
- Harry O'Reilly (Frankie Martin)
- Carolyn Baeumler (Helene McGonagle)
- Rob Devaney (Basil Bloom)
- J.C. Montgomery (entraîneur)
- Tobias Truvillion (Deshawn Warner)

### Épisode 14:Autopsie d'un meurtre
- États-Unis : 26 juillet 2009 sur USA Network
- France : 28 avril 2010 sur TF1

- Dylan Baker (Henry Muller)
- Emily Wickersham (Céci)
- Stivi Paskoski (Justin Lennox)
- Kathryn Erbe : Alexandra Eames

### Épisode 15:Mourir en beauté
- États-Unis : 2 août 2009 sur USA Network
- France : 31 mars 2010 sur TF1

- Roger Rees (Duke DeGuerin)
- Sarah Desage (Avia DeGuerin)
- Nestor Serrano (Stanislav Bardum)
- Sabine Singh (Amy Townsend)
- Jennifer Missoni (Gallina Ilyanova Ritcher)
- Quincy Dunn-Baker (Tommy Morgan)
- Chris Henry Coffey (Hobart)
- Ryan Locke (acteur)
- Kamar de los Reyes (acteur)
- Susan Blackwell (acteur)
- James Joseph O'Neil (acteur)
- James Schram (acteur)

### Épisode 16:Une révolution en marche
- États-Unis : 9 août 2009 sur USA Network
- France : 28 avril 2010 sur TF1

- Rob Devaney (Basil Bloom)
- Stephen Lang (Axel Kaspers)
- Tania Raymonde (Brigitte Kaspers)
- Deirdre Lovejoy (agent Carmen Martino)
- John Rothman (Peter Evans)
- Jas Anderson (Mel Simeon)
- Haytham Kandil (victime)
- Michael Pemberton (acteur)

Après cet épisode, Ed Zuckerman et Michael Chernuchin quittent leur poste de producteurs exécutifs. Zuckerman retourne à New York, police judiciaire comme producteur exécutif et Chernuchin comme producteur co-exécutif. Walon Green devient producteur exécutif et show runner pour tous les épisodes.